# Elvedin
Elvedin ist ein männlicher Vorname.

## Herkunft und Bedeutung
Der Name findet vor allem im albanischen, arabischen und bosnischen Sprachraum Verwendung und bedeutet Hand des Glaubens.

## Bekannte Namensträger
- Elvedin Džinič (* 1985), slowenischer Fußballspieler
- Elvedin Herić (* 1997), bosnischer Fußballspieler